# Centraal erfrechtregister
Het centraal erfrechtregister (CER; Frans: registre central successoral) is een Belgisch register waarin de notariële akten en vonnissen en arresten met betrekking tot het erfrecht worden geregistreerd. Het CER wordt geregeld door de artikelen 4.125 tot 4.131 van het Burgerlijk Wetboek en door het koninklijk besluit van 23 juni 2022.

## Omschrijving

### Doeleinden
Het centraal erfrechtregister heeft twee doelen (art. 4.125 BW). Enerzijds dient het CER om de raadpleging en de mededeling aan derden mogelijk te maken van zowel de identiteit van erfgerechtigden en erfgenamen en als van de gerechtelijke maatregelen omtrent het beheer van een nalatenschap. Anderzijds dient het CER om, binnen de grenzen van de AVG, in het algemeen belang de geregistreerde gegevens te verwerken, bijvoorbeeld voor statistische en wetenschappelijke doeleinden, en om de kwaliteit van het register te verbeteren.

### Inhoud
Volgende akten worden geregistreerd in het CER (art. 4.126, §1 BW):
- de akten en attesten van erfopvolging die worden opgemaakt door een notaris;
- de Europese erfrechtverklaringen, alsook de correcties, wijzigingen en intrekkingen van die Europese erfrechtverklaringen;
- de akten houdende de verklaring van verwerping van een nalatenschap;
- de akten houdende de verklaring van aanvaarding van een nalatenschap onder voorrecht van boedelbeschrijving;
- de vonnissen en arresten tot aanwijzing van een beheerder van een onder voorrecht van boedelbeschrijving aanvaarde nalatenschap;
- en de vonnissen en arresten tot aanwijzing van een curator over een onbeheerde nalatenschap.

De verplichting om over te gaan tot inschrijving berust op de notaris en op de griffier (art. 4.126, §2 en §3 BW). Zij moeten de akte dan wel het vonnis of het arrest inschrijven binnen de 15 dagen na hun opmaak (art. 4 KB 23 juni 2022). Het CER is een authentieke bron voor alle gegevens die erin zijn opgenomen (art. 4.127, §2 BW).

### Bewaring en raadpleging
De verwerkingsverantwoordelijke voor de gegevens opgenomen in het CER is de Koninklijke Federatie van het Belgisch Notariaat (art. 4.129, §1 BW). De gegevens in het CER moeten worden bewaard tot 30 jaar na het overlijden van de persoon op wie ze betrekking hebben (art. 4.130, eerste lid BW).
Het CER kan worden geraadpleegd door de notarissen, de gerechtsdeurwaarders, de advocaten, de griffiers, de magistraten, de openbare overheden, de instellingen van openbaar nut (als de kennisneming noodzakelijk is voor de uitvoering van hun wettelijke opdrachten) en verder eenieder die een actueel en rechtmatig belang kan aantonen (art. 4.131, §1 BW). Iedereen die de gegevens in het CER verzamelt, verwerkt of mededeelt, moet de vertrouwelijkheid van deze gegevens respecteren en valt onder het beroepsgeheim (art. 4.131, §2 BW, samen gelezen met art. 458 Sw.).

## Geschiedenis
Het centraal erfrechtregister werd aanvankelijk geregeld door de artikelen 892/1 tot 892/8 van het Oud Burgerlijk Wetboek. Bij de invoering van boek 4 in het Burgerlijk Wetboek in 2022 werden deze regels hernomen in de artikelen 4.34 tot 4.57 BW.